# ABS-2A
ABS-2A — геостационарный спутник связи, принадлежащий бермудскому спутниковому оператору, компании Asia Broadcast Satellite. Предназначен для предоставления телекоммуникационных услуг для Южной и Юго-Восточной Азии, Африки, Среднего Востока и России.
Спутник не использует двигателей с химическим топливом, все орбитальные манёвры и корректировки будут осуществлять с помощью электрической (ионной) двигательной установки.
Расположен на орбитальной позиции 75° восточной долготы по соседству со спутником ABS-2.
Запущен 15 июня 2016 года ракетой-носителем Falcon 9 вместе со спутником Eutelsat 117 West B.

## Аппарат
Построен на базе новейшей космической платформы Boeing 702SP американской компанией Boeing. Электроснабжение обеспечивают два крыла солнечных батарей и аккумуляторные батареи. Платформа использует полностью электрическую двигательную установку XIPS (Xenon Ion Propulsion System), рабочим телом для которой служит ксенон. Все орбитальные корректировки осуществляется с помощью этой установки, без использования химического ракетного топлива. Малый расход топлива двигательной установкой позволяет значительно снизить стартовый вес спутника, но низкие показатели тяги двигателей существенно увеличивают время выхода на рабочую орбиту. Специальная конструкция космической платформы позволяет запускать два спутника одновременно (один на другом) без дополнительных крепёжных элементов. Ожидаемый срок службы спутника — 15 лет.

### Транспондеры
На спутник установлены 48 активных транспондеров Ku-диапазона.

### Покрытие
Спутник ABS-2A обеспечивает широкий спектр телекоммуникационных услуг (непосредственное спутниковое вещание, VSAT, морская и мобильная связь) потребителям стран Южной и Юго-Восточной Азии, Африки, Ближнего Востока и России.

## Запуск
Запуск ракеты-носителя Falcon 9 состоялся 15 июня 2016 года в 14:29 UTC со стартового комплекса SLC-40 на мысе Канаверал. Спустя 30 минут после запуска, спутник ABS-2A был выведен на суперсинхронную геопереходную орбиту с параметрами 398 × 62 750 км, наклонение 24,68°.

Посадка первой ступени ракеты-носителя на плавающую платформу «Of Course I Still Love You», расположенную в 680 км от места запуска, завершилась неудачей. Согласно первоначальному заявлению, тяга одного из трёх двигателей, используемых при посадке, была ниже ожидаемой, что не позволило ступени вовремя погасить скорость. В дальнейшем было сообщено, что перед самым касанием платформы ступень исчерпала запас жидкого кислорода, что повлекло раннее выключение центрального двигателя и жёсткое приземление с последующим разрушением ступени.

## Фотогалерея

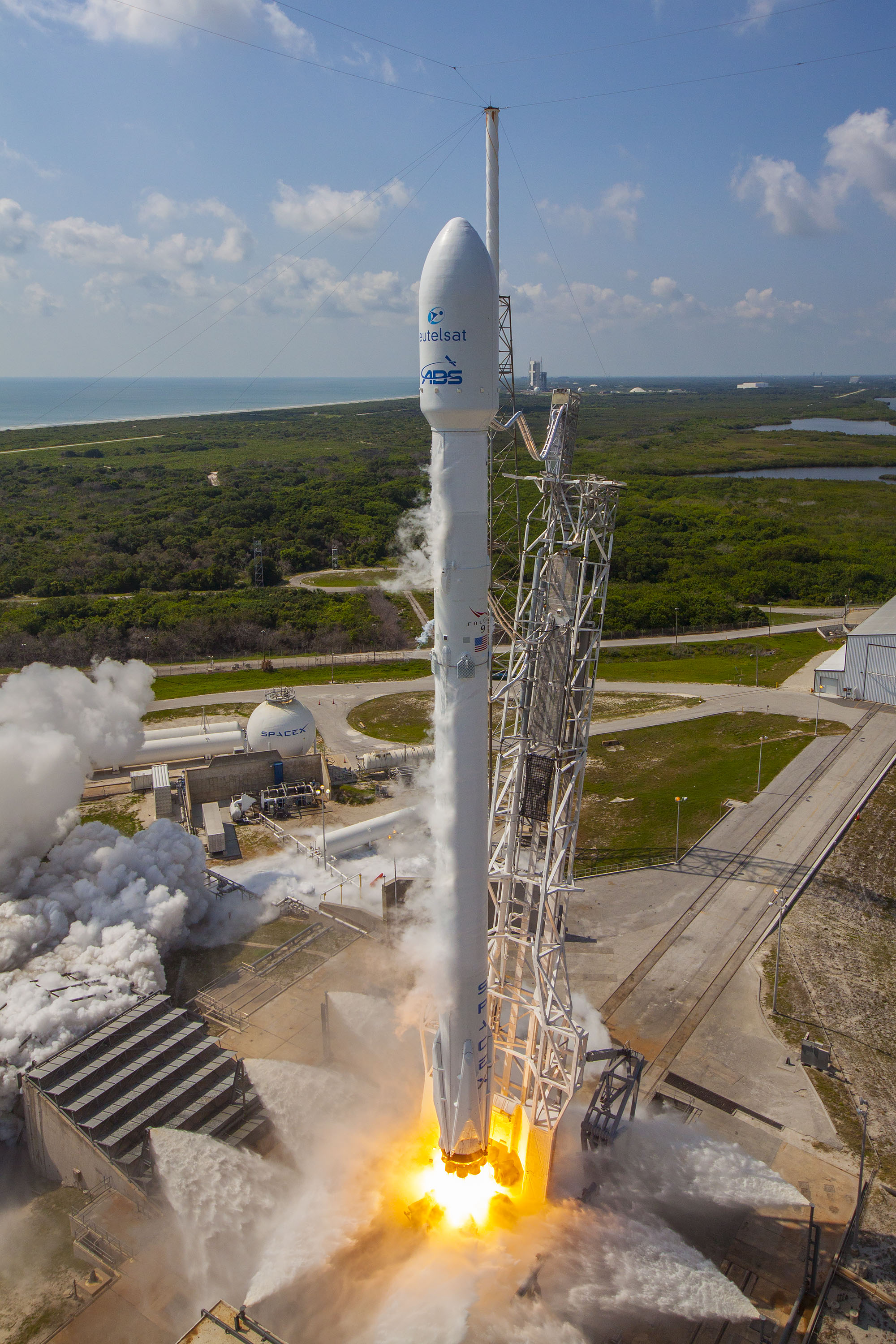
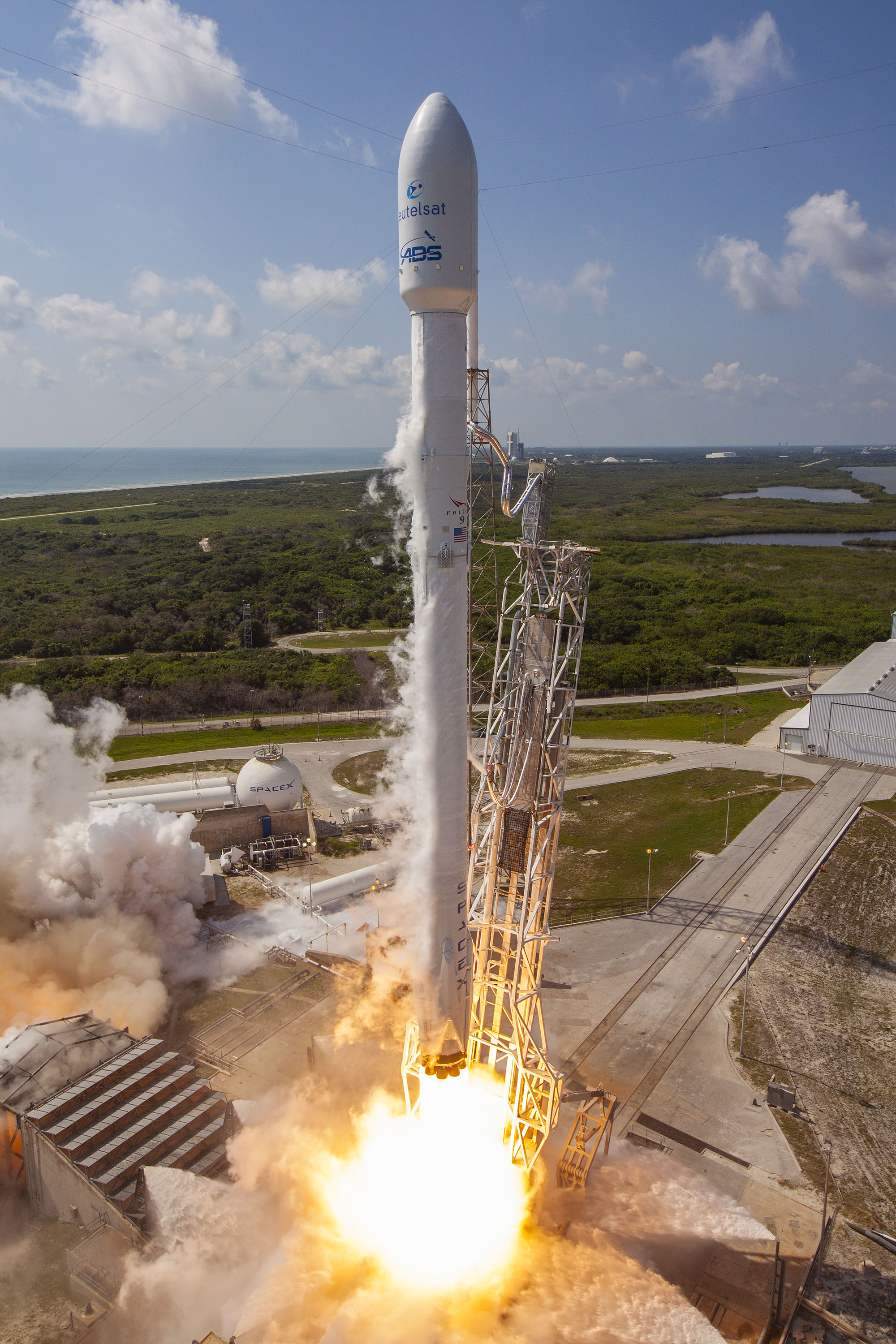
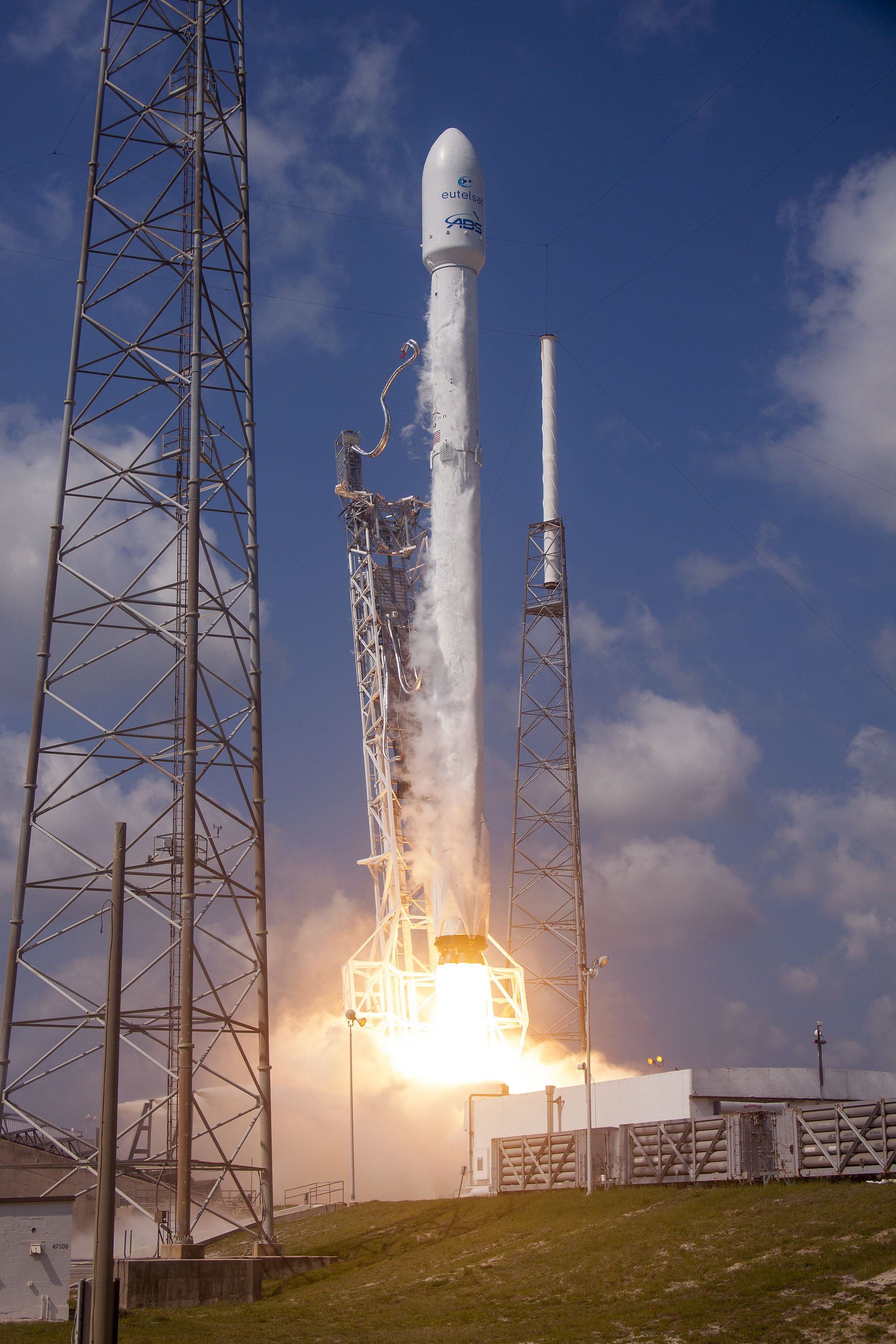
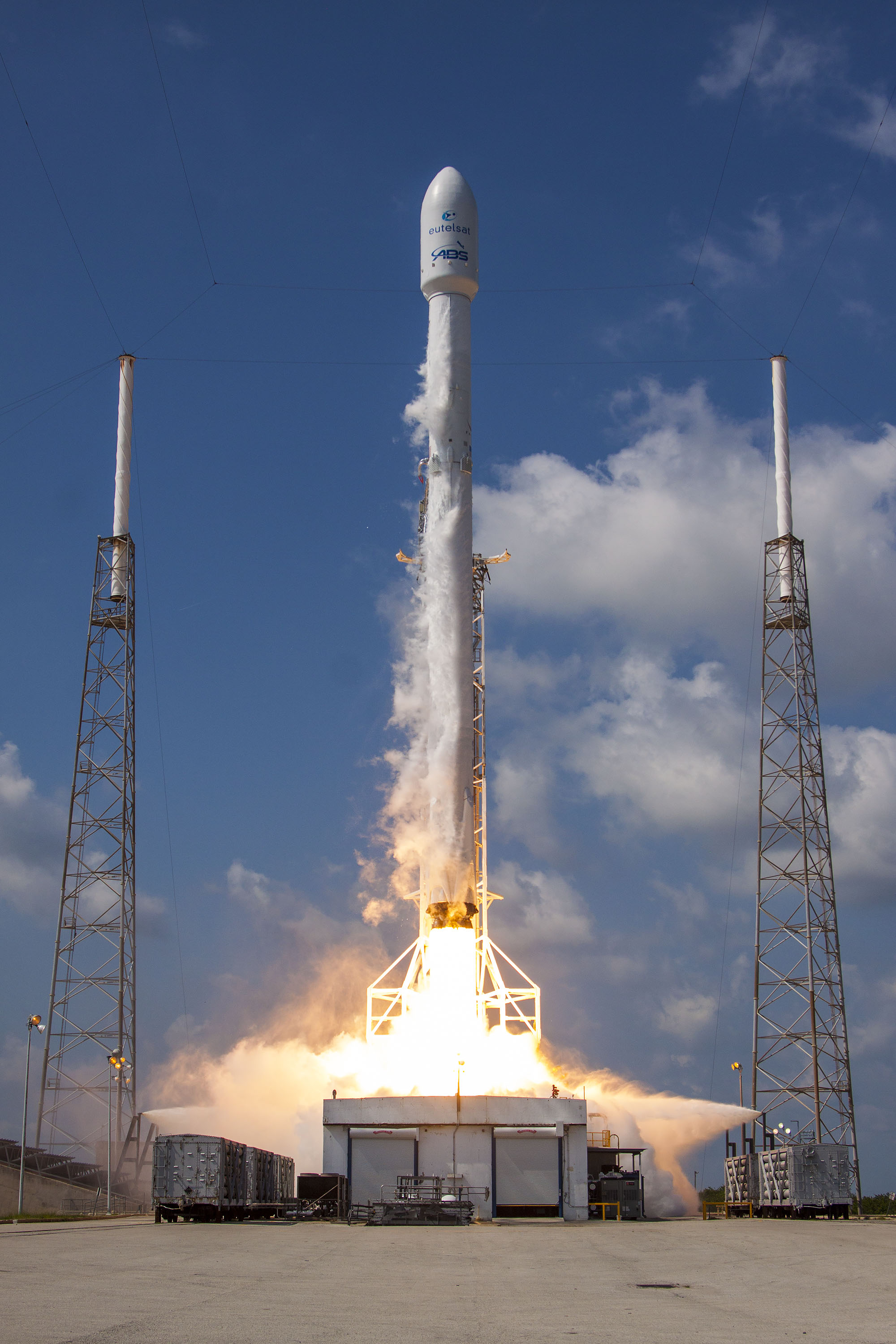
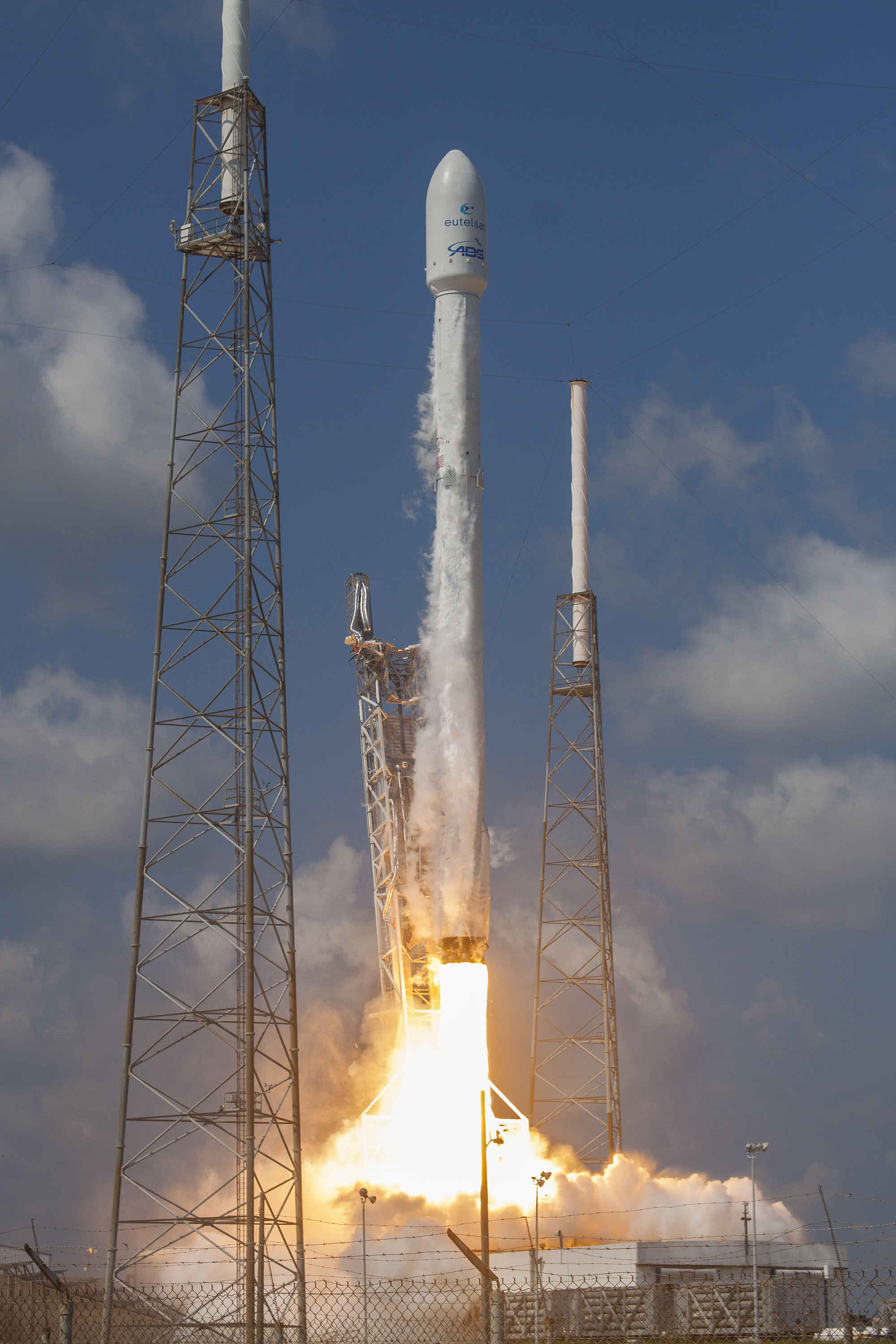
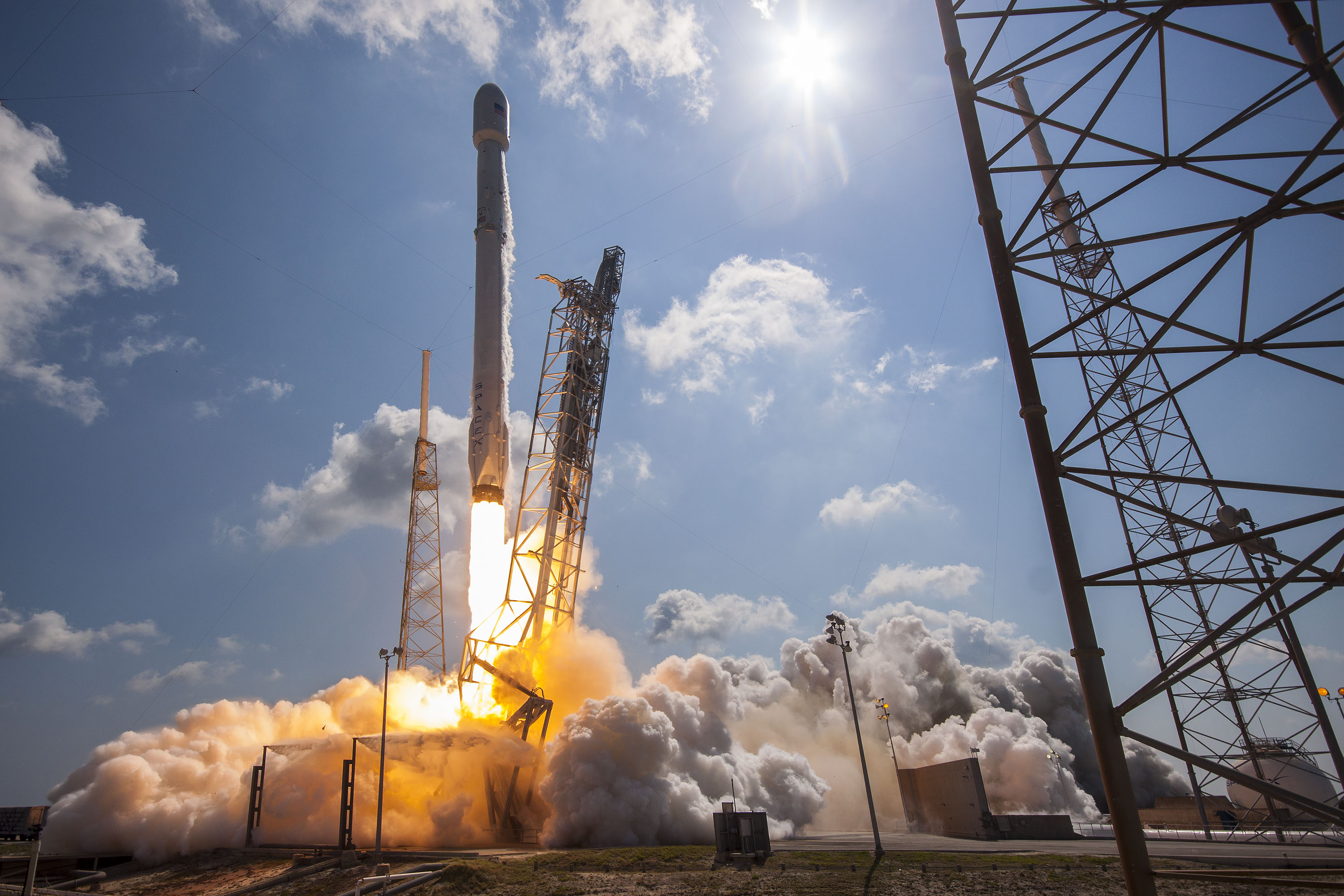
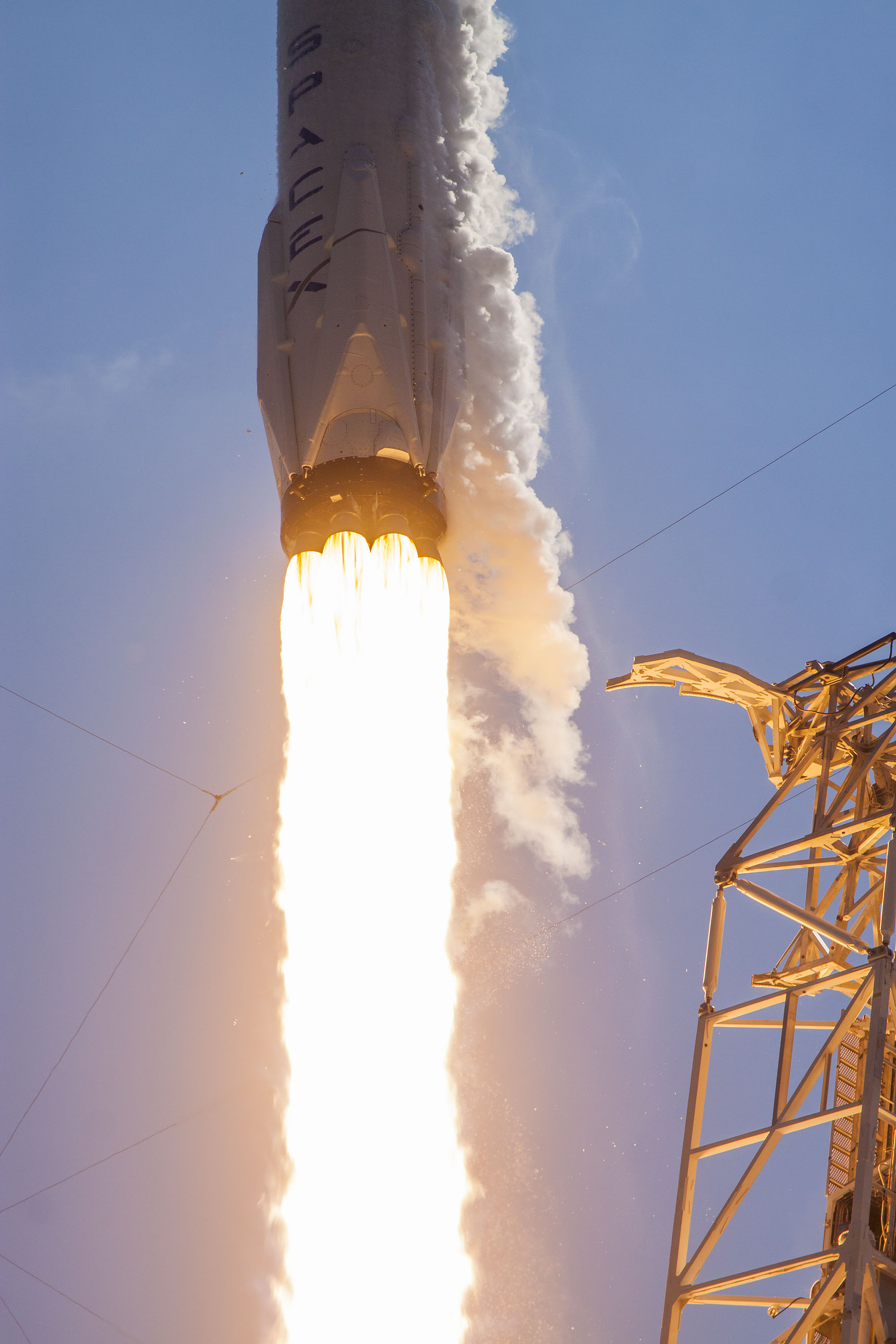
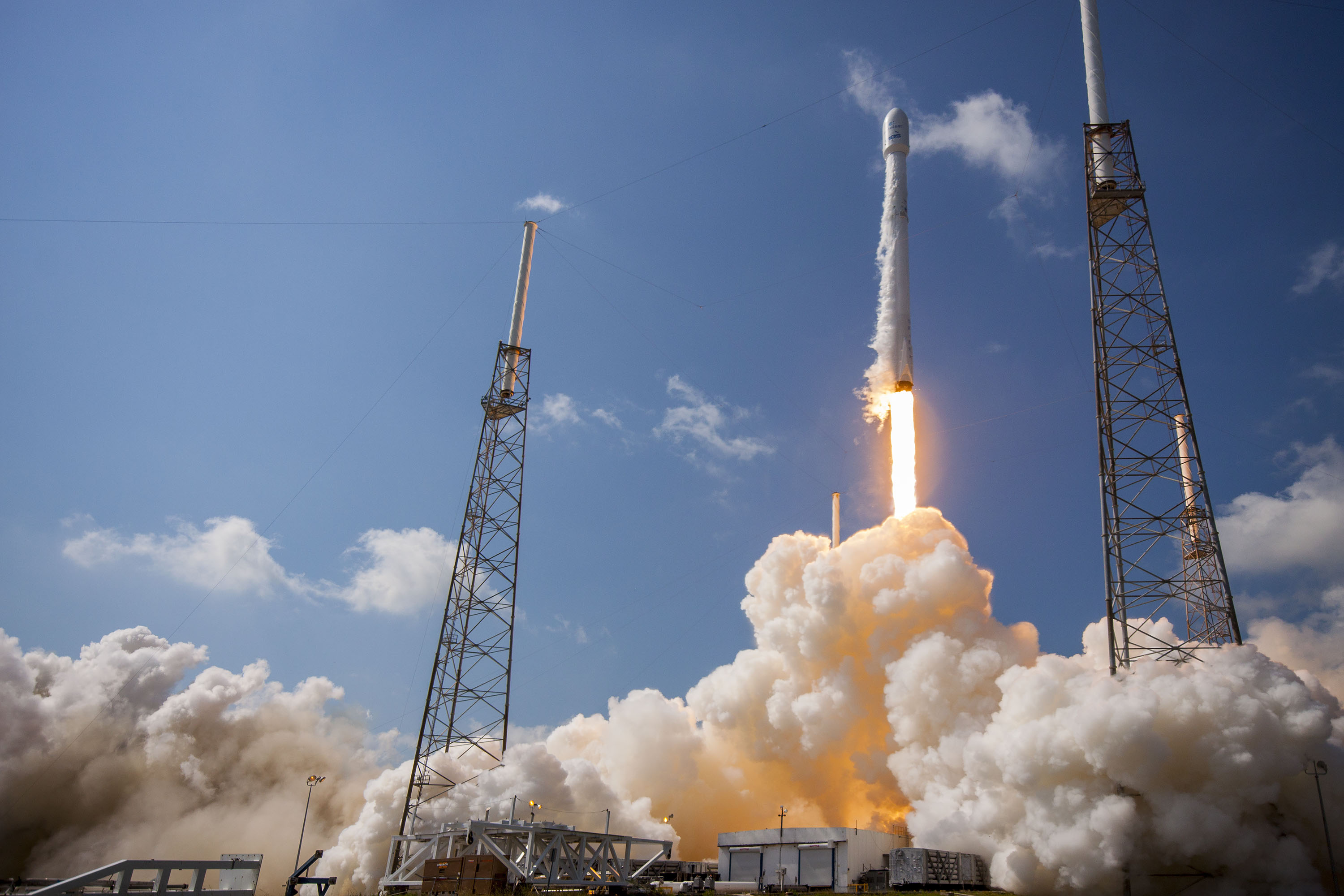
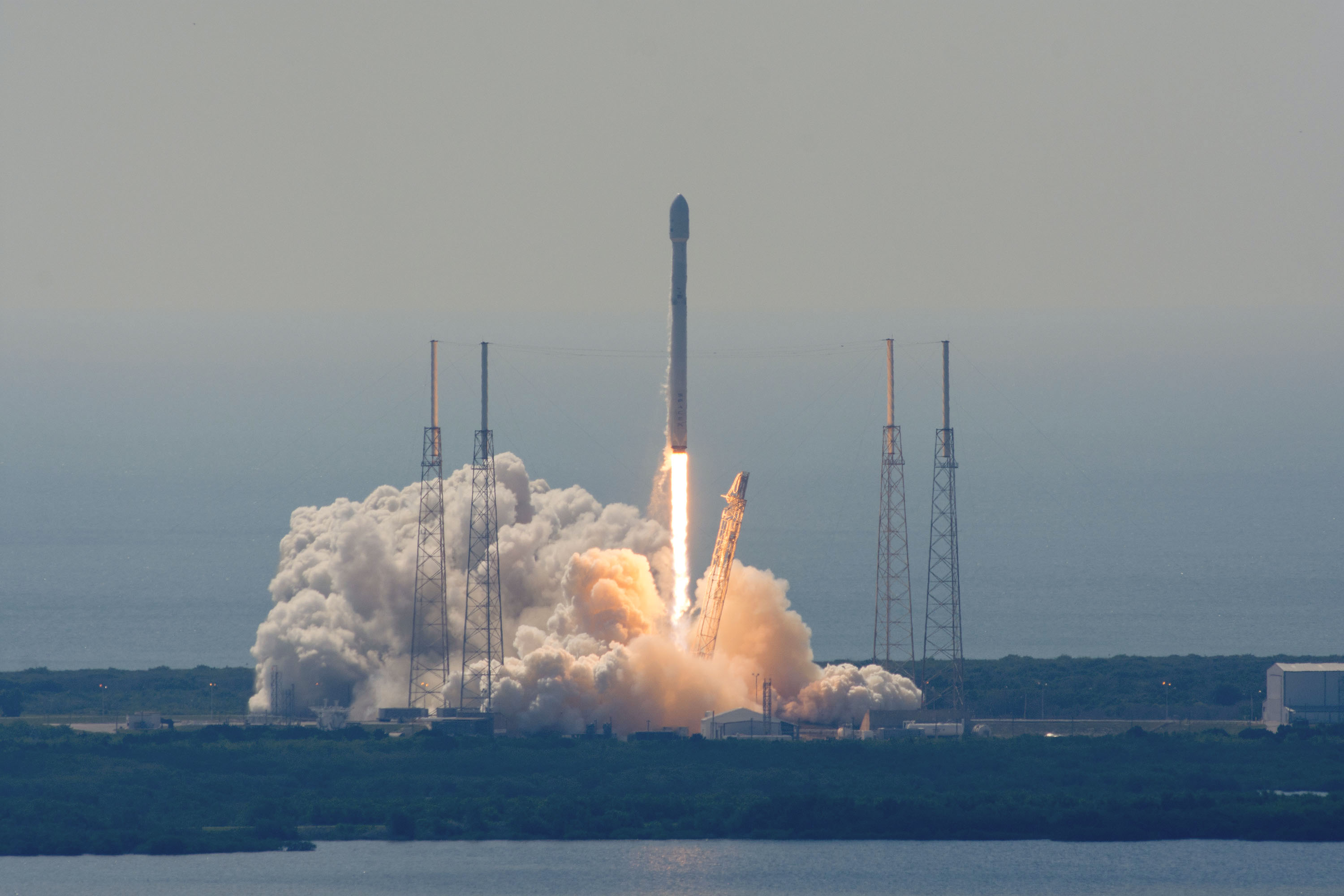
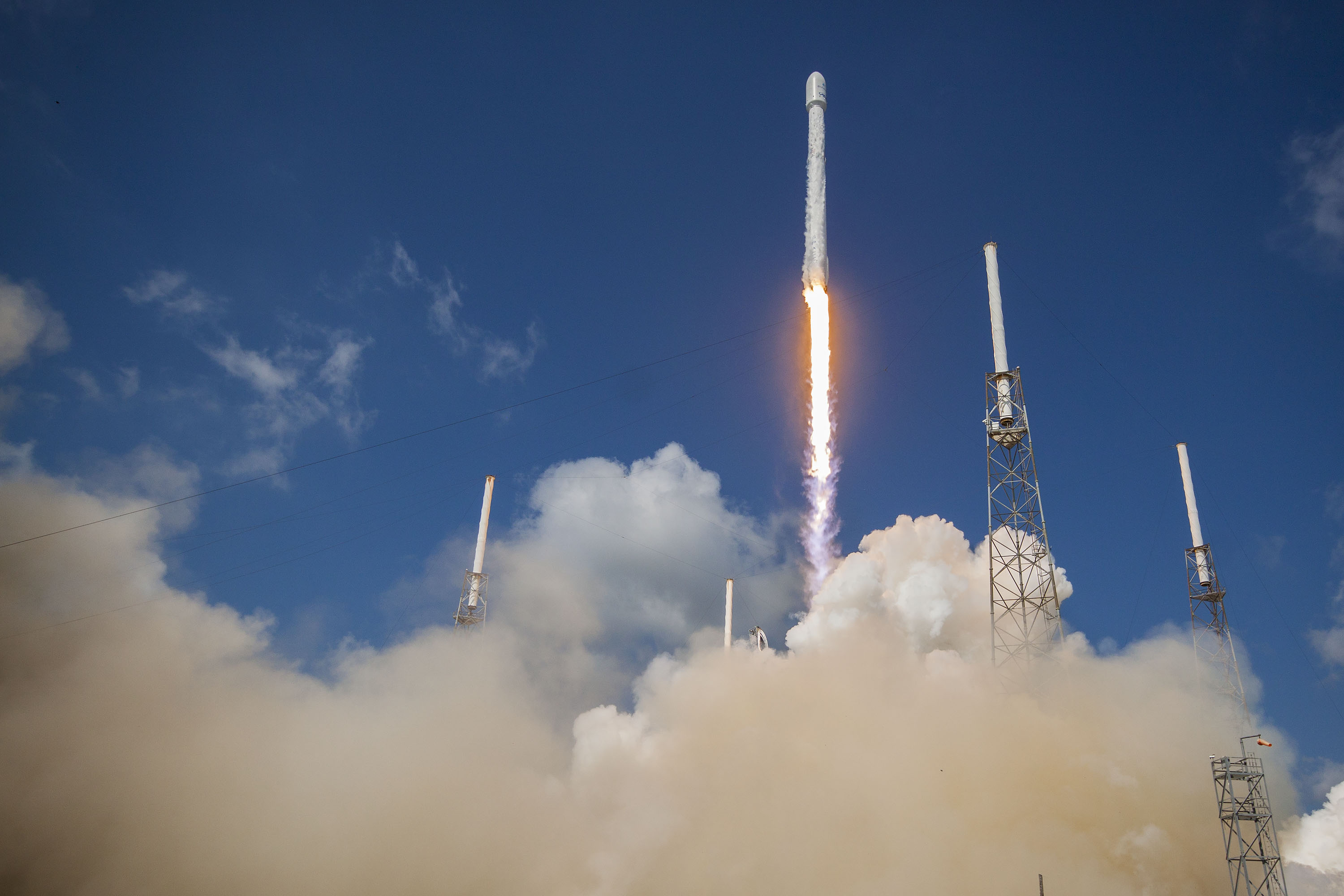
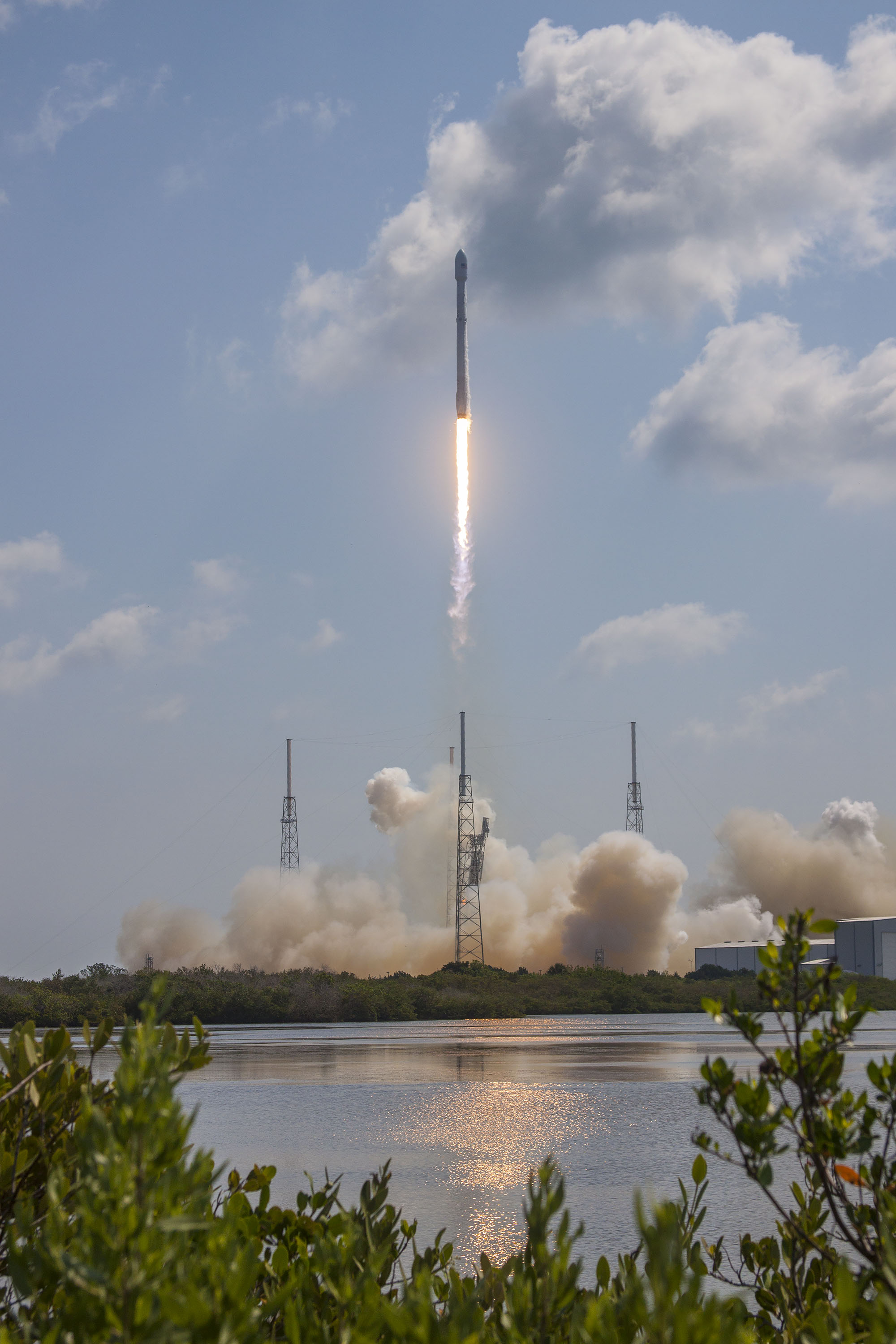